# Taparé (Garoua-Boulaï)
Pour les articles homonymes, voir Taparé.
Taparé est un village camerounais de la région de l'Est. Il se situe dans le département de Lom-et-Djérem et dépend de la commune de Garoua-Boulaï et du canton de Mboum-Nord. 
Un village homonyme nommé Tapare se trouve dans le canton voisin de Yayoué dans la commune de Bétaré-Oya.

## Population
D'après le recensement de 1966, Taparé comptait 53 habitants. Il en comptait 647 en 2005 et 220 en 2011, dont 99 jeunes de moins de 16 ans et 37 enfants de moins de 5 ans. 
Taparé, du fait de sa proximité avec la Centrafrique, héberge de nombreux réfugiés centrafricains (213 en 2011). 

## Histoire
En 1997, une épidémie de méningite cause l'exode de la population de Taparé. 

## Tourisme
D'après le plan communal de développement de Garoua-Boulaï, il était prévu en 2011 d'aménager les chutes du Lom de Taparé, et de construire un gîte permettant d'accueillir des touristes. 